# جائحة إنفلونزا الخنازير في أوروبا عام 2009
كان وباء إنفلونزا الخنازير في أوروبا عام 2009 جزءا من وباء يحتوى على سلالة جديدة من الأنفلونزا والنوع الفرعي منه يسمى H1N1 عادة بانفلونزا الخنازير. وقد أصيب بهذا الوباء حوالى 125,550 شخصا على الأقل في أوروبا. وكانت هناك 458 حالة وفاة مؤكدة في تركيا و 438 حالة وفاة مؤكدة في روسيا و299 حالة وفاة مؤكدة في المملكة المتحدة.
|  |  |
|  |  |

## الاتحاد الأوروبي
في 27 نيسان / أبريل 2009 نصح مفوض الصحة التابع للاتحاد الأوروبي الأوروبيين بعدم السفر إلى الولايات المتحدة أو المكسيك متى أمكن ذلك. وفي اليوم نفسه تم الإعلان عن أول حالة مؤكدة لانفلونزا الخنازير في الاتحاد الأوروبي في إسبانيا.
وقالت مفوضية الاتحاد الأوروبي للعلاقات الخارجية آنذاك بينيتا فيريرو فالدنر في 27 أبريل / نيسان أن قرار تعليق جميع رحلات السفر إلى المكسيك وتعقيم جميع المطارات ردا على تفشي الإنفلونزا العالمية يجري النظر فيه.

## ألبانيا
في 20 تموز / يوليو 2009 أبلغت السلطات في ألبانيا عن أول حالة إيجابية مصابة بمرض انفلونزا الخنازير في البلاد. وكان الشخص المصاب طالبا من مقاطعة غيروكاستر الذي اختبر فيه إيجابية للفيروس. وأفادت التقارير أن الطالب قد تعافى تماما من الإنفلونزا. وبعد بضعة أيام تأكدت ثلاث حالات أخرى. وتم نقل المصابين، وهما بحاران من الفلبين وواحد من رومانيا إلى مستشفى مدينة دراس. وبحلول 24 تموز / يوليو تأكدت أربع حالات من انفلونزا الخنازير في ألبانيا. وفي 3 كانون الأول / ديسمبر 2009 تأكدت أول حالة وفاة من انفلونزا الخنازير في ألبانيا.

بحلول 10 كانون الثاني / يناير 2010 كانت هناك 426 حالة مؤكدة من فيروس H1N1 في ألبانيا منها 12 حالة وفاة. وكانت اثنتان من النساء الحوامل 18 عاما من مقاطعة بيرات والأخرى 25 عاما من كوكس من بين الضحايا.

تطور المرض في النمسا:
حالات الوفاة المؤكدة
الحالات المؤكدة

## النمسا
كانت هناك عدة حالات محتملة في النمسا ولكن كانت لها نتائج سلبية. وقد أسفرت إحدى التجارب التي أجريت على امرأة تبلغ من العمر 28 عاما من فيينا عن نتيجة إيجابية وتأكد اصابتها بالمرض. وكانت النمسا البلد التاسع المتضرر من حالة مؤكدة من انفلونزا الخنازير. ولا تزال هناك حالتان مشتبه فيهما يجري اختبارهما. وحتى 22 تموز / يوليو 2009 تم تأكيد 64 حالة من حالات H1N1 في البلد.
في 2 نوفمبر 2009 توفيت فتاة تبلغ من العمر 11 عاما من بوزن في مستشفى إنسبروك لتصبح أول ضحية بشرية للڤيروس في النمسا.

## بلجيكا
تم الكشف عن الاشتباه في ستة حالات يشتبه في اصابتهم بمرض أنفلونزا الخنازير في بلجيكا ولكن في في نهاية المطاف كانت النتيجة سلبية.
أعلنت وزارة الداخلية البلجيكية عن أول حالة انفلونزا H1N1 في بلجيكا في 13 مايو 2009. وكان الشخص المصاب رجل يبلغ من العمر 28 عاما يعيش في غنت الذي كان عائدا من عطلة في الولايات المتحدة. وتم الاشتباه في شخص آخر باصابته بمرض انفلونزا الخنازير في بلجيكا في 14 مايو / أيار 2009. وتم الكشف عن اصابة اثنان من الأشخاص بعد ظهور نتيجة اختبارهم إيجابية لمرض انفلونزا A / H1N1 في 15 مايو 2009.
تم اكتشاف الحالة السادسة والسابعة من حالات الإصابة بمرض انفلونزا الخنازير في 21 مايو 2009. وأبلغ عن إصابة ثمانية في 26 مايو 2009.
وبحلول 22 تموز / يوليو تم تأكيد ما مجموعه 126 حالة. في 30 يوليو أصبحت امرأة من هوغستراتن أول حالة وفاة في بلجيكا من مرض انفلونزا الخنازير.
بحلول 16 آب / أغسطس تم تأكيد ما مجموعه 2353 حالة. وحتى 18 أكتوبر / تشرين الأول توفي خمسة أشخاص نتيجة لانفلونزا الخنازير وتشير التقديرات أن ما لا يقل عن 2.010 من المصابين في بلجيكا. وبحلول 29 تشرين الأول / أكتوبر، تم تأكيد ما مجموعه 76.964 حالة وتوفي سبعة أشخاص.
بحلول 25 آذار / مارس تم تأكيد ما مجموعه 214.531 حالة مع 19 حالة وفاة.

## البوسنة والهرسك
قد تأكدت الحالة الأولى في البوسنة والهرسك في 29 حزيران / يونيو. وفي 16 تشرين الثاني / نوفمبر 2009 حدثت أول حالة وفاة في البوسنة والهرسك تتعلق بفيروس H1N1. وتوفي رجل بالغ من العمر 40 عاما في مستشفى موستار.

## بلغاريا
كانت الحالة الأولى لانفلونزا الخنازير في بلغاريا لشخص كان مسافراً من نيويورك إلى صوفيا في 27 أيار / مايو. وأصيب الشخص بمشاكل في الجهاز التنفسي والسعال وارتفاع في درجة الحرارة في 29 مايو.
في 30 أيلول / سبتمبر 2009 حدثت أول حالة وفاة تتعلق بفيروس H1N1 في صوفيا. توفي رجل بالغ من العمر 30 عاما في مستشفى في العاصمة البلغارية.

## كرواتيا
في 29 نيسان / أبريل أعلن عن احتجاز مسافر من فلوريدا يبلغ من العمر 22 عاما في الحجر الصحي في أوسييك بكرواتيا للاشتباه في اصابته بمرض انفلونزا الخنازير. وفي وقت لاحق من ذلك اليوم ومع ذلك قال مدير وكالة الأمراض الوبائية المعدية، الدكتور إيرا غينيرو مارغان أن نتائج اختبار انفلونزا الخنازير كانت سلبية بنسبة 99٪ . وفي 30 نيسان / أبريل، تم احتجاز طفل في الحجر الصحي في زغرب ولكن النتائج كانت سلبية. وفي 15 حزيران / يونيو أكد وزير الصحة داركو ميلينوفيتش الحالة الأولى لانفلونزا الخنازير في كرواتيا؛ ولكن بعد ساعات قليلة قال إن أحد المختبرات في لندن بالمملكة المتحدة قد تسبب في تلويث العينات وبالتالي خلق نتيجة إيجابية كاذبة مما يعني أنه لم تكن هناك إصابات في كرواتيا. وتأكدت الحالة الأولى في 3 تموز / يوليو. وكان المريض امرأة مصابة تبلغ من العمر 60 عاما، جاءت من أستراليا. في 31 أكتوبر أصبح رجل يبلغ من العمر 61 عاما من سبليت أول مريض في كرواتيا يتوفى بسبب مرض انفلونزا الخنازير.

## قبرص
كشفت قبرص عن أول حالة مصابة بفيروس H1N1 في 30 أيار / مايو. وكانت المصابة امرأة تبلغ من العمر 39 عاما من مولدوفا وتعيش في قبرص، وعادت من الولايات المتحدة في 28 أيار / مايو. وبحلول 11 تموز / يوليو تأكدت 250 حالة في قبرص. وفي الجزء الشمالي من قبرص، أغلقت جميع المدارس والجامعات والمكاتب الحكومية لمدة عشرة أيام. وأبلغ الناس بعدم مغادرة منازلهم ما لم تكن هناك حالة طارئة أو كان من الضرورى القيام بذلك

## جمهورية التشيك

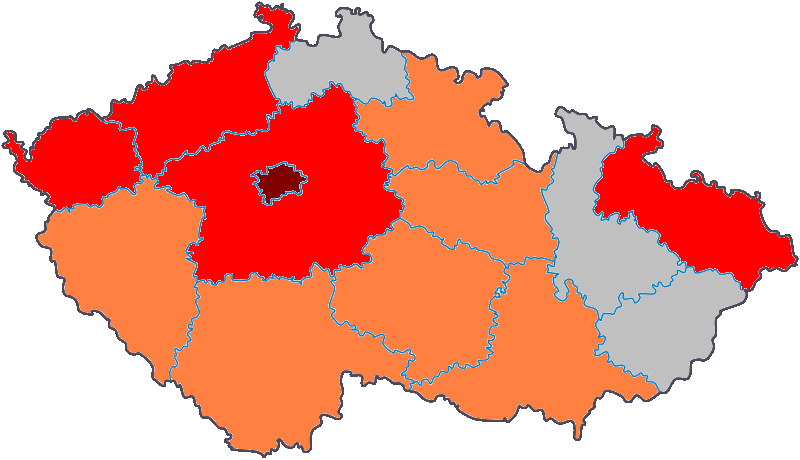
تطور المرض في الجمهورية التشيكية:
50+ حالة
5+ حالة
1+ حالة

أكدت الجمهورية التشيكية أول حالة مصابة بمرض انفلونزا الخنازير في 25 أيار / مايو. وكان الرجل المصاب يبلغ من العمر 29 عاما يعمل كطيار وكان قد عاد لتوه من نيويورك. وقد تم احتجازه في الحجر الصحى في مستشفى بولوفكا في براغ.
وبحلول 5 آب / أغسطس 2009 كان هناك 135 حالة من التشيك قد أجروا اختبارات إيجابية على انفلونزا الخنازير وتأكدت اصابتهم.

## الدنمارك
أكدت السلطات الدانماركية في 1 أيار / مايو أن مواطنا دانمركيا قد أثبتت إصابته بفيروس انفلونزا الخنازير، مما جعله أول حالة أبلغ عنها في الدول الاسكندنافية.
بحلول 11 يونيو تم تأكيد ما مجموعه 11 حالة، بما في ذلك صبي يبلغ من العمر ست سنوات.
في 29 حزيران / يونيو أعلن عن أول حالة لمقاومة عقار أوسلتاميفير (تاميفلو) في العالم.
في 28 آب / أغسطس 2009، توفي سائق شاحنة من باندروب في الدانمارك، أثناء عمله في النرويج. وقد اكتشف ذلك السائق الآخر للشاحنة. وكان كلاهما مصاب بأعراض الإنفلونزا، وعندما وصل الرجل حي من باندروب إلى مستشفى ألبورغ كان اختباره إيجابي لفيروس H1N1، على الرغم من أنه لا يزال غير معروف ما إذا كان الراكب الذي توفي هو من تسبب في الإنفلونزا.
في عام 2009 كان نحو 600 دانماركى كان اختباره إيجابي لانفلونزا الخنازير.

## استونيا

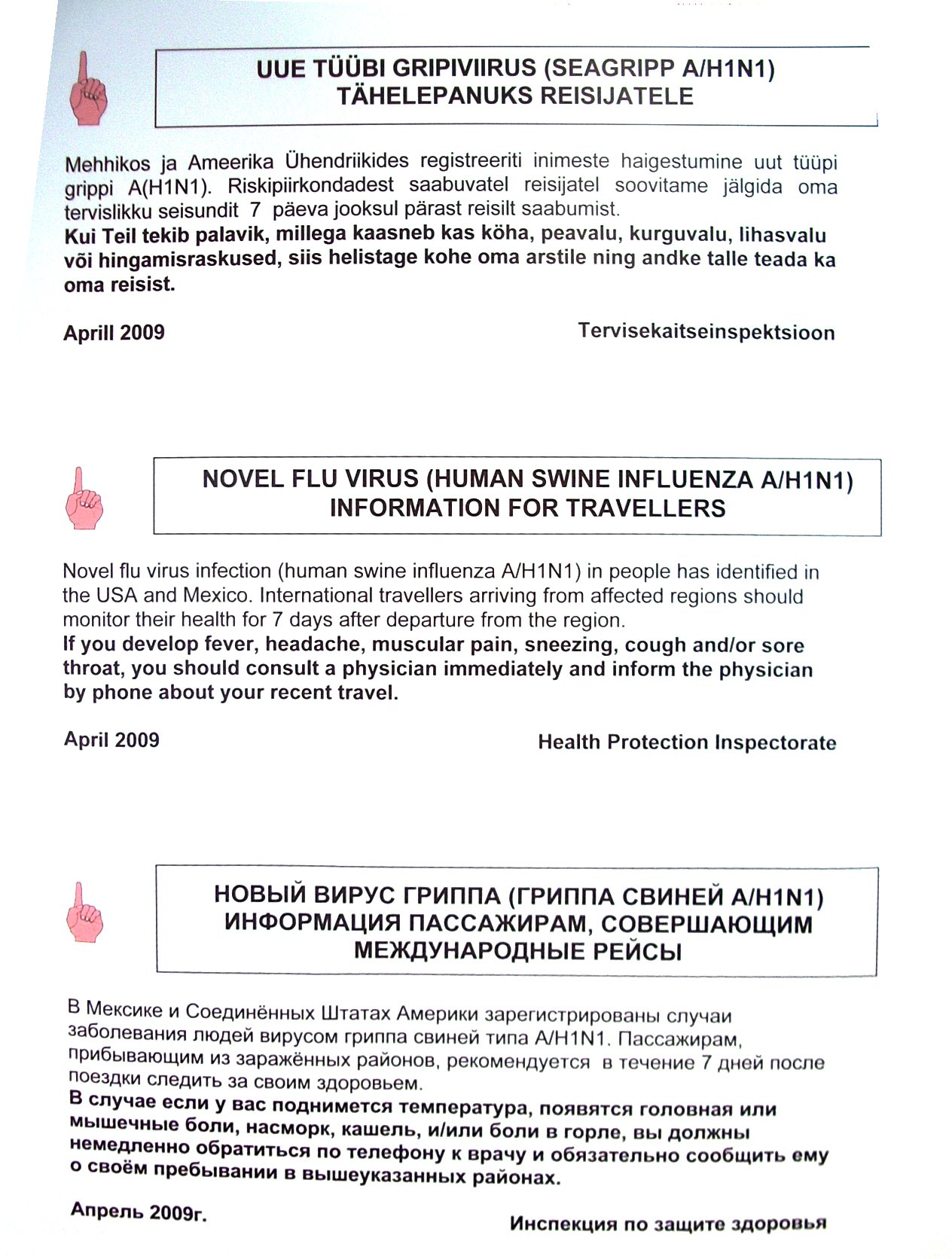
النشرة الصحية الصادرة عن الحكومة الاستونية

تطور تفشي المرض في إستونيا (اعتبارا من 23 تشرين الثاني / نوفمبر):
حالات الوفاة المؤكدة
الحالات المؤكدة
حالات غير مؤكدة أو مشتبه فيها

تأكدت الحالة الأولى في استونيا في مختبر في 29 أيار / مايو. وكان المريض رجل يبلغ من العمر 29 عاما كان عائداً من الولايات المتحدة.
في 3 حزيران / يونيو تم تأكيد حالتين جديدتين.
في 7 حزيران / يونيو تأكدت حالة رابعة. وكان المريض شخصا كان عائد أيضا من الولايات المتحدة في 4 حزيران / يونيه 2009.
وتم تأكيد سبع حالات جديدة في 26 حزيران / يونيو. وعاد اثنان من المصابين من رحلة إلى المكسيك. وكان الآخرون طلاب أمريكيين كانوا في رحلة إلى استونيا مع برنامج سفير الطلاب الأمريكي «الناس إلى الناس».
في 12 تموز / يوليو تأكدت ست حالات جديدة.
في 17 تموز / يوليو أصيب لاعب كرة قدم استوني شاب. وكان قد عاد من فنلندا بعد مشاركته في بطولة أوروبا تحت 19 سنة. واعتبارا من 17 تموز / يوليو كانت هناك 22 حالة مؤكدة مصابة بمرض انفلونزا الخنازير.
في 28 تموز / يوليو تكهن إيفي نورميت، نائب الأمين العام لشؤون الصحة بوزارة الشؤون الاجتماعية في استونيا، بأن إنفلونزا الخنازير يمكن أن تصيب 500 ألف استوني في أسوأ الأحوال خلال عشرة أسابيع. هذا يعتبر حوالي 30٪ من سكان إستونيا.
حتى 9 تشرين الثاني / نوفمبر 2009، تأكدت 130 حالة.
اعتبارا من 11 نوفمبر 2009، كان هناك 172 حالة مصابة بمرض اأنفلونزا الخنازير تم تأكيدها في مقاطعة هاريو تارتوما وفيلجانديما وفوروما وإيدا-فيروما ولاين-فيروما.
ومنذ 11 تشرين الثاني / نوفمبر لم تعد مفتشية حماية الصحة في إستونيا توصي بإجراء فحوص مخبرية لجميع الحالات المشتبه فيها (A (H1N1).
وحتى 13 تشرين الثاني / نوفمبر 2009، تم تأكيد 79 حالة جديدة خلال أسبوع واحد. وبلغ مجموع الحالات 217 حالة.
وحتى 20 تشرين الثاني / نوفمبر 2009، كانت هناك 269 حالة إصابة بالإنفلونزا (A (H1N1) مؤكدة في 10 مقاطعات هي: مقاطعة هاريو وتارتوما وفيلجانديما وفوروما وإيدا-فيروما ولين-فيروما وجوجيفاما وبولفاما وفالغاما وبارنوما.
وفي 23 تشرين الثاني / نوفمبر، حدثت أول وفاة من إنفلونزا الخنازير. وكان الضحية صبيا يبلغ من العمر 13 عاما، يعيش في مقاطعة هاريو.
وفي 29 تشرين الثاني / نوفمبر، وقعت الوفاة الثانية من انفلونزا الخنازير. وكان الضحية ذكرا يبلغ من العمر 50 عاما. ووصل العدد الإجمالي للحالات المؤكدة إلى 302 حالة.
وفي 4 كانون الأول / ديسمبر، تأكدت حالة وفاة أخرى؛ ووصل عدد الإصابات المؤكدة إلى 456.
وبحلول 6 يناير 2010، كان عدد الحالات 808 حالات، مع 13 حالة وفاة.
وبحلول 4 آذار / مارس 2010، كانت هناك 881 حالة مؤكدة و 20 حالة وفاة.

## فنلندا
في 16 تشرين الأول / أكتوبر 2009 أفادت الشركة الوطنية للإذاعة أن أول موجة وبائية من انفلونزا الخنازير قد أصابت فنلندا. وقال المعهد الوطني للصحة والرعاية الاجتماعية إن تفشي H1N1 في شمال فنلندا بلغ أبعادا وبائية. كما أفادت منظمة الصحة العالمية أنه بحلول 16 تشرين الأول / أكتوبر وكانت هناك 377 حالة مؤكدة في فنلندا.
وقد أضيفت سلالة الأنفلونزا H1N1 إلى القائمة الرسمية للأمراض المعدية الخطيرة على الجمهور والتي تكفل العلاج المجاني لجميع السكان وتسمح بالحجر الصحي غير الطوعي اعتبارا من 1 أيار / مايو 2009 ومنذ بداية آب / أغسطس أزيلت من القائمة وبالتالي لم يعد العلاج متاحا للمقيمين. وتم تأكيد أول حالة من حالات H1N1 في فنلندا في 12 مايو 2009 في منطقة هلسنكي الحضرية. وكانت الحالات المؤكدة الأولى قد سافرت معا في المكسيك، وجاءت إلى فنلندا عن طريق أمستردام في 6 مايو / أيار 2009.
وفقا للمواقع الفنلندية في تتبع حالات H1N1 كان هناك حاليا حوالى 1425 حالة مؤكدة اعتبارا من 9 نوفمبر 2009 واختبرت الاختبارات المختبرية لكل حالة مشتبه بها بحلول أغسطس. وأبلغ عن حالتين خطيرتين في فنلندا بحلول 2 أيلول / سبتمبر. أصيب الآلاف في لابلاند شمال فنلندا بحلول 21 أكتوبر
في 24 أكتوبر توفيت امرأة تبلغ من العمر 25 عاما من أوستروبوثنيا الشمالية والتي كانت تعاني أيضا من مرض مزمن من الإنفلونزا. وفي 2 تشرين الثاني / نوفمبر توفيت فتاة تبلغ من العمر 8 سنوات كانت في السابق بصحة جيدة بسبب المرض. كانت الفتاة ووالديها قد زارتا الطبيب في وقت سابق، ولكن تم إعادتهما إلى المنزل حيث توفيت الفتاة في وقت لاحق. ووفقا لبعض التقديرات، فإن العدد الإجمالي للحالات في فنلندا ربما 10.000-100.000 ألف حالة.
توفيت فتاة تبلغ من العمر عامين من المرض (13 نوفمبر 2009). وبعد الإعلان عن وفاة الطفل الذي يبلغ من العمر عامين قال المعهد الوطني الفنلندي للصحة والرعاية، (13 نوفمبر 2009) أنهم لن يبلغوا عن الوفيات الناجمة عن مرض H1N1.

## فرنسا

تطور المرض في فرنسا (تم تحديثه في 18 نوفمبر 2009):
الوفيات المؤكدة
الحالات المؤكدة
لم يتم الإبلاغ عن حالات

حتى 28 نيسان / أبريل تم التحقيق في 20 حالة يشتبه في إصابتها بإنفلونزا الخنازير في فرنسا. ومنذ 25 نيسان / أبريل، أبلغ عن أكثر من 100 حالة من الأمراض الشبيهة بالأنفلونزا، من بينها 30 حالة تم تحديدها على أنها حالات محتملة. ومنذ ذلك الحين تم استبعاد 10 من هذه الحالات. وفي 30 نيسان / أبريل تم تنقيح عدد الحالات المشتبه فيها إلى 50 حالة (بما في ذلك 4 حالات محتملة).
في 1 أيار / مايو أكد وزير الصحة الفرنسي خلال الساعة الثامنة مساء أنه تم الكشف عن حالتين من انفلونزا (H1N1A) في فرنسH.
في 4 أيار / مايو تأكدت حالتان جديدتان وبذلك يصل العدد الإجمالي للأشخاص المصابين إلى 4 حالات.
في 6 أيار / مايو تأكدت الحالة الخامسة في منطقة باريس. كما تم تأكيد حالتين جديدتين في نهاية فترة بعد الظهر من قبل المعهد الوطني للرصد الصحي أن هناك 7 حالات محتملة و 32 حالة مشتبه بهم.
في 7 أيار / مايو أعلن المعهد الوطني للرصد الصحي ثلاث حالات جديدة.
في تشرين الثاني / نوفمبر 2009 تم الكشف عن 351 حالة لكل 100.000 من السكان. ومنذ آب / أغسطس قدر أن 1.980.000 شخص أصيبوا بالأنفلونزا في فرنسا الكبرى. وكان هناك 43 حالة وفاة. (وارتفع العدد إلى 70 إذا تم ضم أقاليم ما وراء البحار الفرنسية) 

## ألمانيا

تطور المرض في ألمانيا:
الحالات المؤكدة متبوعة بالوفاة
الحالات المؤكدة
الحالات الغير مؤكدة أو المشتبه فيها

في 29 أبريل تم تأكيد أول حالة انفلونزا الخنازير في ألمانيا من قبل معهد روبرت كوخ في منطقة ريغنسبورغ. كما تأكدت إصابة امرأة تبلغ من العمر 22 عاما من هامبورغ بإنفلونزا الخنازير خلال رحلة إلى المكسيك. كما تأكدت إصابة امرأة تبلغ من العمر 37 عاما من كولمباش بالعدوى أثناء رحلة مماثلة.
في 1 أيار / مايو أكد معهد روبرت كوخ الحالة الأولى من انتشار فيروس انفلونزا الخنازير من إنسان إلى آخر في ميونخ. أصيبت ممرضة من الاتصال بالمرضى المصابين. وادعت أنها قد شفيت بالفعل. وتم تأكيد إصابة أخرى في بافاريا ولكن المريض ادعى أيضا أن أصبح في حلة صحية جيدة مرة أخرى.
في 2 أيار / مايو تأكدت إصابة جديدة من إنسان إلى إنسان في نفس مستشفى ميونيخ. المريض الجديد الذي كان في نفس الغرفة مع الألمانية المصابة الأصلية التي جاءت من المكسيك، ويجري حاليا الإبلاغ عن عدم وجود أي علامات على سلالة الأنفلونزا الجديدة حتى الآن.
في 3 أيار / مايو أبلغ عن حالتين أخريين من إنفلونزا الخنازير في براندنبورغ. كما أصيب شخصان من نفس الرحلة كمريض في هامبورغ.
في 5 مايو تم تأكيد حالة واحدة جديدة في ولاية سكسونيا مما رفع العدد الإجمالي للأشخاص المصابين إلى 9.
في 7 مايو تم الإبلاغ عن حالة جديدة أخرى في ولاية سكسونيا.
في 8 مايو / أيار أصيب أحد البالغين الذين يعيشون في بافاريا والذين كانوا في الآونة الأخيرة إلى الولايات المتحدة الأمريكية في انفلونزا الخنازير.
في 11 أيار / مايو أفيد عن حالة امرأة بافارية تبلغ من العمر 27 عاما وبقيت لمدة أسابيع في المكسيك والمرضى العلاجيين في المستشفى.
في 15 أيار / مايو أبلغ عن حالتين أخريين وهما أم وابنها من ساكسونيا. وأصيبوا من قبل زوجها / والده الذي عاد من المكسيك.
في 21 أيار / مايو عثر على حالة في امرأة تبلغ من العمر 43 عاما من دوسلدورف في شمال الراين وستفاليا كانت قد عادت من نيويورك . بعد يوم واحد أكد معهد روبرت كوخ أن زوجها قد اختبر إيجابية مع أنفلونزا الخنازير أيضا. وعلاوة على ذلك، فإن ابنتهما البالغة من العمر ست سنوات، التي لم تقيم في نيويورك وأصيبت من الوالدين مما رفع العدد الإجمالي إلى 17 حالة.
حتى 5 يونيو 2009 ارتفع العدد الإجمالي للحالات المؤكدة إلى 49. معظمهم من المسافرين مؤخرا إلى المكسيك والولايات المتحدة أو المملكة المتحدة. وكان هناك أيضا رقم واحد من عدد من الإرسالات المعزولة داخل البلد.

## اليونان
في 19 مايو 2009 أكدت السلطات الحالة الأولى لانفلونزا الخنازير في اليونان. وكان الشخص المصاب طالبا يونانيا يبلغ من العمر 19 عاما ودرس في نيويورك والذي توجه إلى اليونان قبل أيام قليلة. تم نقله إلى المستشفى في سيسمانوجليون ولكنه لم يكن مريضا بشكل خطير. وقد اتصلت السلطات بالعديد من الركاب الذين جلسوا بالقرب من هذا المريض على متن الطائرة ويقومون بفحصهم لاعراض مشبوهة. في هذه المرحلة من الوقت لديها اليونان ما يكفي من الفيروسات لتغطية 12٪ من السكان (10٪ على الأقل هو المبلغ المقترح من قبل توجيهات الاتحاد الأوروبي). وقد خرج من العمر 19 عاما من المستشفى ولم يصب اى من الركاب في رحلته.
في 29 أيار / مايو 2009، أعلنت الحالة الرابعة.
في 14 حزيران / يونيه 2009، بلغ العدد الإجمالي للحالات 20 حالة وفي 17 حزيران / يونيه 2009 بلغ 25 حالة. وفي 9 تموز / يوليه 2009، بلغ العدد الإجمالي للحالات 216 حالة استعادت 93 حالة منها بالكامل.
وفي 13 تموز / يوليه 2009، بلغ العدد الإجمالي للحالات 290 حالة، منها 128 حالة استعادت بالكامل.
وفي 14 تموز / يوليه 2009، بلغ العدد الإجمالي للحالات 323 حالة منها 200 حالة استردت بالكامل.
في 16 سبتمبر 2009 بلغ العدد الإجمالي للحالات 2149.

## المجر
وفي 29 أيار / مايو 2009، تم تأكيد قضية تتعلق برجل برازيلي. الرجل المصاب، تعافى فيما بعد وغادر البلاد. وفي 18 يونيو، تأكدت ثلاث حالات جديدة من انفلونزا الخنازير في المجر: زوجان عادا من نيويورك، ورجل عاد من لندن.

## أيسلندا

تطور المرض في أيسلندا:
الوفيات المؤكدة
الحالات المؤكدة

أبلغ عن الحالة الأولى من (H1N1) في أيسلندا في 23 أيار / مايو 2009. وقد جاء الشخص المصاب إلى البلد من نيويورك وأصيب بالمرض بعد وقت قصير من وصوله إلى أيسلندا. وأعلنت الحالة الثانية في 9 حزيران / يونيه. وكان المصاب ذكرا في منطقة العاصمة كان قد وصل أيضا من الولايات المتحدة. اعتبارا من 6 أغسطس هناك 54 حالة من H1N1 في أيسلندا.
وتقوم منظمة الصحة العالمية حاليا بإحاطة آيسلندا، وهي تتعاون تعاونا وثيقا مع التعاون الاقتصادي فيما بين البلدان النامية، ومركز السيطرة على الأمراض، والاتحاد الأوروبي من حيث الرصد والاستجابة. في البداية حذرت مديرية الصحة الناس المسافرين إلى المكسيك والولايات المتحدة (وخاصة كاليفورنيا وتكساس) توخي الحذر والاتصال الطبيب على الفور إذا بدأت تظهر أعراض انفلونزا الخنازير ولكن في 28 أبريل الناس الذين يسافرون إلى المكسيك نصح لإلغاء رحلة ما لم تكن عاجلة جدا.
وفي 28 نيسان / أبريل، أعلن أن الركاب القادمين إلى أيسلندا من الولايات المتحدة أو المكسيك سيخضعون للرصد وسيخضعون لفحص طبي حتى لو تم الكشف عن أدنى علامات الإنفلونزا.
تمتلك آيسلندا مخزونات من تاميفلو وريلينزا لثلث سكانها.
وفي تقييم المخاطر الذي أجرته الحكومة الأيسلندية في عام 2008 في حالة جائحة الأنفلونزا، يتم تصور سيناريوهين:
- وهناك أسوأ السيناريوهات التي يصاب فيها 50٪ من السكان الأيسلنديين و 3٪ من السكان المصابين.
- وهناك سيناريو أكثر اعتدالا حيث يتم الوقاية من العدوى، 25٪ من سكان أيسلندا مصابون و 1٪ يموتون.[95]

## أيرلندا
ويمكن الاطلاع على أحدث التفاصيل المتعلقة بحالات الإنفلونزا A (H1N1) في أيرلندا على الموقع التنفيذي لخدمات الصحة. وحتى 29 يونيو / حزيران 2009 كانت هناك 39 حالة في أيرلندا.
وتملك أيرلندا أكثر من مليوني جرعة من الفيروسات المضادة للفيروسات وخطة جائحة.
في 2 مايو 2009، أعلنت وزارة الصحة أول حالة مؤكدة في أيرلندا، وهو رجل بالغ يعيش في دبلن الذي كان مؤخرا إلى المكسيك.
من 25 مايو إلى 31 مايو تم تأكيد ثلاث حالات أخرى.
وفي 2 يونيو / حزيران، تأكدت صحة الصحة والسلامة ثلاث حالات جديدة على الأشخاص الذين عادوا مؤخرا من نيويورك، وبلغ العدد الإجمالي للحالات حتى هذا التاريخ 7 حالات.,
وفي 19 حزيران / يونيه، اكتشفت حالة من انفلونزا الخنازير البشرية في عمر يبلغ من العمر سبع سنوات، كان يحضر مدرسة ابتدائية في شركة مايو وكان في الخارج. تم التعامل مع 28 طفلا في المدرسة مع تاميفلو. وكان العدد الإجمالي للحالات حتى هذا التاريخ 18 عاما.
وفي 21 حزيران / يونيه، عولج طفل كان يعتقد أنه عاد مؤخرا من الولايات المتحدة الأمريكية وعرض أعراض تشبه الإنفلونزا في مستشفى كيري العام في ترالي، كيري، لكن الاختبارات أثبتت في وقت لاحق سلبيا.
السبت 4 يوليو 2009
ومن المقرر تقديم تحصين ضد انفلونزا الخنازير مجانا لعامة السكان في الأشهر المقبلة، وذلك كجزء من خطة رئيسية لتجنب أسوأ آثار وباء عالمي.
تخطط هس للحصول على أكثر من 7,500,000 جرعة من اللقاح، بتكلفة ما يقرب من 90 مليون يورو.
وسوف تدار جابس من قبل الأطباء العامين أو من خلال شبكة من أكثر من 100 عيادات انفلونزا الخنازير وسوف تكون جاهزة بحلول الخريف.
تم تأكيد 12 حالة جديدة من انفلونزا الخنازير هنا يوم أمس، ليصل العدد الإجمالي في أيرلندا إلى 63.
الجمعة 10 تموز / يوليه 2009
تجاوز العدد الإجمالي للحالات المؤكدة المختبرية في أيرلندا 100 حالة. ويعتقد أن 9 حالات من هذه الحالات كانت من بين البلدان التي أرسلت الفيروس.
الثلاثاء 21 تموز / يوليه
تم التعرف على 11 حالة جديدة من فيروس H1N1 في ايرلندا ليصل العدد الاجمالي للحالات المؤكدة إلى 164 حالة منها 17 حالة يعتقد انها كانت تنتقل من البلاد إلى الفيروس.
وحتى 28 يوليو 2009، هناك 276 حالة مؤكدة في أيرلندا. رجل في الثلاثينات من عمره مصاب بأمراض خطيرة في مستشفى سانت جيمس في دبلن مع انفلونزا الخنازير البشرية (H1N1). وتم نقل الرجل الذي كان في الأصل من براتيسلافا في سلوفاكيا إلى المستشفى في اواخر الاسبوع الماضى. وقد عمل في أيرلندا لعدة سنوات.
وقد زار حوالى 1500 شخص الاطباء الاسبوع الماضى مع انفلونزا الخنازير المشتبه بها، اى أكثر بثلاث مرات من اخر الارقام الصادرة.
وقالت درينا اوفلاناغان مديرة مركز مراقبة حماية الصحة ان هذا الرقم تم تضمينه في اخر البيانات الصادرة عن الكلية الايرلندية للممارسين العامين.
ويمثل 37 شخصا لكل 100 الف شخص، وهو أكثر بثلاث مرات من الارقام التي اصدرتها امس وزارة الصحة.
وقالت الوزارة ان الفحوصات المختبرية أكدت ان 278 حالة من فيروس اتش 1 ان 1 قد تم الإبلاغ عنها ولكن العدد الحقيقى يتجاوز هذا العدد حيث ان اطباء الاسرة ابلغوا عن زيادة في عدد الحالات التي تم تشخيصها في الاسابيع الاخيرة.
ولا يزال المرضى الذين تعاقوا مع انفلونزا الخنازير البشرية (H1N1) يعالجون في وحدات العناية المركزة.
وقال كبير الأطباء في وزارة الصحة الدكتور توني هولوهان أمس أن الصحة والسلامة والبيئة تتوقع بعض الوفيات من الفيروس، والمزيد من المستشفيات، على مدى الأسابيع والأشهر المقبلة.
وقال الدكتور هولوهان انه تم ادخال 12 شخصا إلى المستشفى حتى الآن.
وكان رجل في الثلاثينيات من عمره ادخل إلى مستشفى سانت جيمس الاسبوع الماضي ما زال «مريضا جدا» بالفيروس.
ويعتقد أن الرجل الذي كان أصلا من براتيسلافا في سلوفاكيا، تعاقد مع الفيروس في الخارج. كان يعيش في ايرلندا لعدة سنوات.
وقال المستشفى إن جميع الاحتياطات اللازمة يجري اتخاذها وأن إدارة الخدمات الصحية ووزارة الصحة يجري إبلاغهم بشكل كامل.
الجمعة، 7 أغسطس / آب 2009 18:00 وفاة امرأة أيرلندية شابة من إنفلونزا الخنازير البشرية اليوم في مستشفى تالاغت في دبلن.
وهي أول شخص يموت من هذا الفيروس منذ ظهور أول حالة في البلاد في مايو الماضى.
وقال مسؤولو وزارة الصحة مساء اليوم إن المرأة تعاني من حالة طبية أساسية.
الاثنين 17 آب / أغسطس 2009
وقد تم الإبلاغ عن الوفيات الثانية بسبب فيروس انفلونزا الخنازير. ويعتقد ان الضحية كانت تعيش في شرق البلاد. ويبلغ عدد القتلى حاليا تسعة.
وفي 1 تشرين الأول / أكتوبر، أعلن عن مقتل شخصين آخرين، وبذلك يصل مجموع الوفيات إلى أربعة.
اعتبارا من 5 يناير 2010 كانت هناك 3189 حالة و 22 حالة وفاة في ايرلندا من الإنفلونزا.

## إيطاليا

تطور المرض في إيطاليا:
الوفيات المؤكدة
الحالات المؤكدة

عادت امرأة عادت من سان دييغو إلى المستشفى في البندقية لتشتبه في انفلونزا الخنازير.
اعتبارا من 30 أبريل، يتم رصد حوالي 20 حالة يشتبه في أنفلونزا الخنازير في إيطاليا.
في 2 مايو، أكدت رويترز أن إيطاليا لديها حالة من انفلونزا الخنازير. تم تسجيله في رجل يبلغ من العمر 50 عاما في ماسا بعد عودته من مكسيكو سيتي. ومع ذلك، كان لديه أعراض خفيفة جدا (مثل الأوجاع والسعال، ولكن لا حمى)، وتعافى بشكل جيد.
واعتبارا من 26 تموز / يوليه، بلغ عدد حالات انفلونزا الخنازير 618 حالة مع انتشار تفشي المجتمع المحلي في هذا العدد.
وفي 4 أيلول / سبتمبر، تأكدت أول وفاة في إيطاليا. وفي 19 أيلول / سبتمبر تأكدت الوفاة الثانية في إيطاليا.

## كوسوفو
وفي 24 تموز / يوليه، أعلنت السلطات في كوسوفو أن عينات من ثلاث حالات مشتبه فيها قد أرسلت إلى المختبر لتحليلها. ووفقا للسلطات، فإن الحالات الثلاث كانت على اتصال مع أشخاص آخرين أصيبوا بفيروس A / H1N1. وكان اثنان منهم قد زار سويسرا والسويد، وكان أحدهما في المملكة المتحدة.
وفي 28 تموز / يوليه، أظهرت نتائج هذه الحالات الثلاث المشتبه فيها أن الشخص الذي أصيب مؤخرا في المملكة المتحدة كان مصابا بانفلونزا الخنازير فقط. وكان هذا الشخص طفلا يبلغ من العمر 9 سنوات، يعيش في المملكة المتحدة، الذي جاء مع الأسرة لقضاء إجازتهم في كوسوفو. ووصلت الأسرة إلى مطار بريشتينا من لندن، وأثناء الرحلة، أوصى المفتشون الصحيون بأن يشاهدوا طبيبا، فور وصولهم إلى بريشتينا.
وفي 14 تشرين الثاني / نوفمبر، تأكدت وفاة أول مرة في كوسوفو.
وفي 28 كانون الأول / ديسمبر، كان هناك 14 ضحية من ضحايا A / H1N1 أكدوا في كوسوفو.

## لاتفيا
وفي 21 حزيران / يونيه، استقبلت امرأة في لاتفيا امرأة عادت لتوها من أمريكا الشمالية. وقد لوحظت الأعراض بالفعل عندما كانت لا تزال على متن الطائرة. وقد تأكد في وقت لاحق أن لديها انفلونزا الخنازير. كانت أول حالة مسجلة في لاتفيا.
في أوائل تشرين الثاني / نوفمبر، بعد تفشي حادة في روسيا وأوكرانيا، ارتفع الناس الذين يعانون من الإنفلونزا. وفي 5 تشرين الثاني / نوفمبر، سجلت 10 حالات جديدة، مما زاد مجموع عدد الحالات إلى 63 حالة. وبعد أربعة أيام فقط، في 9 نوفمبر، بلغ العدد 89 حالة، وتم التأكد من وفاة أول H1N1 في لاتفيا. كما أن المزيد من الناس حصلت على الحذر ولم يتم توفير الصيدليات بما فيه الكفاية، في اليوم التالي، لفترة قصيرة من الزمن، وأنها نفدت من أي عقاقير وقائية ضد الأنفلونزا. وفي 11 تشرين الثاني / نوفمبر بلغ عدد الحالات المسجلة 132 حالة. وفي اليوم التالي، مع 33 حالة جديدة أخرى، بلغ مجموع المبلغ 165 شخصا.

## ليتوانيا

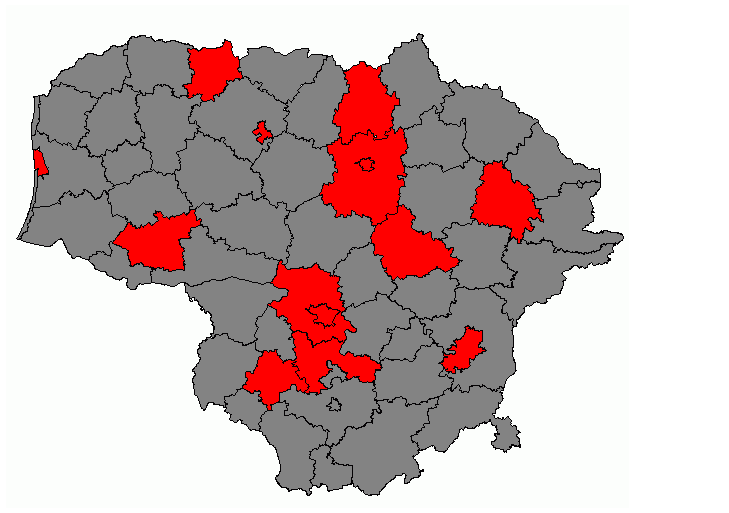
حالات إنفلونزا الخنازير المؤكدة في المقاطعات الليتوانية حتى 15 آب / أغسطس:
حالات الوفاة
الحالات المؤكدة
الحالات المشتبه فيها

وفي 26 حزيران / يونيه، أكدت ليتوانيا أول إنفلونزا (H1N1) (تم تشخيصها من قبل مركز الإيدز الليتواني).
وفي 2 يوليو، أكدت ليتوانيا حالتين أخريين من الأنفلونزا (H1N1)، في توراغو وفيلنيوس. إجمالي عدد الحالات - 3.
وفي 7 تموز / يوليه أكدت ليتوانيا حالتين أخريين من الأنفلونزا (H1N1) في منطقة فيلنيوس. إجمالي عدد الحالات - 5.
وحتى 11 تموز / يوليه 2009، كان هناك 25 حالة ممكنة. لم يتم تأكيد جميع الحالات ال 25.
وفي 16 تموز / يوليه أكدت ليتوانيا حالتين أخريين من الأنفلونزا (H1N1) في منطقة فيلنيوس. إجمالي عدد الحالات - 7.
وفي 23 تموز / يوليه، أكدت ليتوانيا ثلاث حالات أخرى من الأنفلونزا (H1N1) في فيلنيوس وماريامبولو وكاوناس. إجمالي عدد الحالات - 10.
وفي 27 تموز / يوليه أكدت ليتوانيا حالتين أخريين من الأنفلونزا ألف (H1N1) في منطقة فيلنيوس. إجمالي عدد الحالات - 12.
وفي 29 تموز / يوليه أكدت ليتوانيا ثلاث حالات أخرى من الأنفلونزا (H1N1). إجمالي عدد الحالات - 15.
وفي 31 تموز / يوليه، أكدت ليتوانيا سبع حالات أخرى من الأنفلونزا (H1N1) في فيلنيوس وبانيفويس وكلايبودا وكاوناس وبريناي. إجمالي عدد الحالات - 22.
وحتى 8 آب / أغسطس 2009، كان هناك 29 حالة. وأكدت ليتوانيا ثماني حالات أخرى من الأنفلونزا، من كاوناس وفيلنيوس وأوكميرغون راجونو ومنطقة أوتينا. أحد المصابين، وهو مواطن إسرائيلي، جاء إلى ليتوانيا.
وفي 11 آب / أغسطس، أكدت ليتوانيا ست حالات أخرى من الأنفلونزا ألف (H1N1) في فيلنيوس وبانيفويس وباسفاليس وبريناي. إجمالي عدد الحالات - 35.
وفي 13 آب / أغسطس، أكدت ليتوانيا خمس حالات أخرى من الأنفلونزا A (H1N1) في أكمينو وشياولياي. إجمالي عدد الحالات - 40.
بين 14-22 أغسطس، أكدت ليتوانيا سبع حالات أخرى من الأنفلونزا A (H1N1). إجمالي عدد الحالات - 47.
وفي 30 آب / أغسطس 2009، كانت هناك 48 حالة. وأكدت ليتوانيا حالة أخرى من الأنفلونزا.
وحتى 7 أيلول / سبتمبر 2009، كانت هناك 51 حالة. وأكدت ليتوانيا ثلاث حالات أخرى من الأنفلونزا.
وحتى 3 تشرين الثاني / نوفمبر 2009، كانت هناك 57 حالة. وأكدت ليتوانيا ست حالات أخرى من الأنفلونزا.
وفي منتصف تشرين الثاني / نوفمبر كان هناك 68 حالة. وأكدت ليتوانيا وجود 11 حالة أخرى من الأنفلونزا.
وحتى 15 تشرين الثاني / نوفمبر، كانت هناك 127 حالة مؤكدة من الأنفلونزا.
واعتبارا من 18 تشرين الثاني / نوفمبر، أفيد عن أول وفاة لأنفلونزا الخنازير. وكان الضحية صبيا يبلغ من العمر 14 عاما، يعيش في منطقة كاوناس.
وحتى 23 تشرين الثاني / نوفمبر، أبلغ عن وفاة الثانية من إنفلونزا الخنازير. وكان الضحية رجل يبلغ من العمر 40 عاما، يعيش في فيساجيناس.
وفي 24 تشرين الثاني / نوفمبر، أعلن عن وباء في ليتواني بأكملها
وحتى 28 تشرين الثاني / نوفمبر، أبلغ عن وفاة ثالثة من إنفلونزا الخنازير. وكانت الضحية امرأة تبلغ من العمر 30 عاما، تعيش في سيولياي.
وحتى 30 تشرين الثاني / نوفمبر، أفيد عن وفاة الرابع من إنفلونزا الخنازير. وكانت الضحية امرأة تبلغ من العمر 45 عاما، تعيش في فارونا.
واعتبارا من 1 كانون الأول / ديسمبر، أبلغ عن الوفاة الخامسة لانفلونزا الخنازير. وكان الضحية رجل يبلغ من العمر 46 عاما، يعيش في فيلنيوس.
وحتى 2 كانون الأول / ديسمبر، أبلغ عن وفاة ستة أنفلونزا الخنازير. وكان الضحية رجل يبلغ من العمر 40 عاما، يعيش في كاوناس.

## لوكسمبورغ
وفي 2 حزيران / يونيه، اكتشفت الحالة الأولى لانفلونزا الخنازير في لوكسمبرغ.
وفي 17 أيلول / سبتمبر، أفيد في لوكسمبورغ بالوفاة الأولى المتعلقة بإنفلونزا الخنازير.
وفي 18 تشرين الأول / أكتوبر، تأكد أن 785 شخصا مصابين بإنفلونزا الخنازير.
في 16 نوفمبر، توفي شخص آخر بسبب انفلونزا الخنازير.

## مقدونيا
وفي 27 نيسان / أبريل 2009، حظرت حكومة جمهورية مقدونيا جميع صادرات وواردات الخنازير الحية. وعلى الرغم من أن مقدونيا لا تتأثر بانفلونزا الخنازير، إلا أن الحكومة أمرت بفترة مراقبة صحية مدتها عشرة أيام لكل من يأتي من بلد متأثر.
في 4 يوليو، أكدت مقدونيا أول حالتين للفيروس H1N1. حتى 8 ديسمبر 2009، سجلت 9 حالات وفاة بسبب مضاعفات انفلونزا الخنازير في مقدونيا.
وحتى 29 كانون الأول / ديسمبر 2009، تم تأكيد 18 حالة وفاة في مقدونيا.

## مالطا
وفي 2 يوليو / تموز 2009، تم تشخيص إصابة رجلين بإنفلونزا الخنازير بعد عطلة في جيرونا، إسبانيا. وكانت مالطة حتى الآن هي البلد الوحيد في الاتحاد الأوروبي الذي لا يوجد فيه حالات انفلونزا الخنازير. وفي 3 تموز / يوليه 2009، أبلغ عن 14 حالة أخرى، ليصل مجموع الحالات إلى 16 حالة. وكانت معظم حالات انفلونزا الخنازير في مالطة خفيفة، حيث لم يكن هناك سوى حالتين في المستشفى اعتبارا من 6 تموز / يوليه 2009، عندما كانت هناك 24 حالة مؤكدة. ومن المفارقات أن أكبر عدد من الحالات قد حدث في غوزو؛ واحدة من أصغر القرى على الجزر. وفي يوم الثلاثاء 18 آب / أغسطس، أبلغ عن أول وفاة؛ وبحلول ذلك الوقت، ارتفع مجموع الحالات إلى 244. وفي 3 أيلول / سبتمبر، تأكدت حالتان من حالات الإنفلونزا. وكانت الوفاة الأولى، وهي امرأة تبلغ من العمر 82 عاما، تعاني من مرض مزمن بينما كان للضحية الثانية، وهو رجل يبلغ من العمر 63 عاما، مشاكل صحية مزمنة. والضحية الثالثة، وهي امرأة تبلغ من العمر 32 عاما من أسبانيا، توفيت في منطقة سان باول البعر. في ديسمبر / كانون الأول 2010 توفيت امرأة بريطانية تبلغ من العمر 70 عاما أثناء وجودها في مالطا لقضاء عطلة.

## مولدوفا
وحتى 10 تشرين الثاني / نوفمبر 2009، بلغ عدد الحالات المؤكدة 132 حالة، و 3 حالات وفاة مؤكدة في مولدوفا.

## موناكو
وقد أبلغت موناكو عن أول حالة مؤكدة من انفلونزا الخنازير في 17 حزيران / يونيه. والضحية هي موناكو شابة عادت من الولايات المتحدة. تم وضعه في وحدة العزلة بمستشفى أرتشيت.

## الجبل الأسود
وفي 1 كانون الأول / ديسمبر 2009، تأكدت الحالة الأولى للوفاة بسبب انفلونزا الخنازير في الجبل الأسود. ومنذ ذلك الحين، كان هناك ما مجموعه 4 وفيات. وفي 17 كانون الأول / ديسمبر، أعلنت حكومة الجبل الأسود وباء إنفلونزا الخنازير في كامل أراضي البلد. والبلديات الوحيدة التي لا توجد فيها أية حالات مؤكدة هي Žabljak وشافنيك وروزاي.

## هولندا

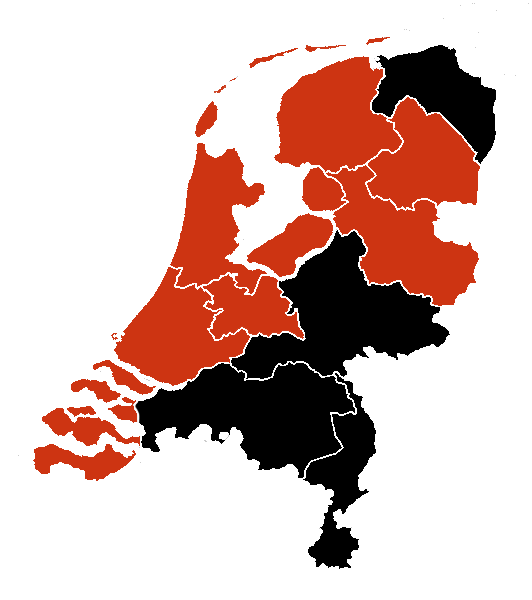
حالات الوفاة المؤكدة
الحالات المؤكدة
الحالات المشتبه فيها
لا توجد حالات

وأبلغ المعهد الوطني الهولندي للصحة العامة والبيئة أي مسافر عاد من المكسيك منذ 17 نيسان / أبريل، وحقق حمى تبلغ 38.5 درجة مئوية (101.3 درجة فهرنهايت) في غضون أربعة أيام من وصوله إلى هولندا للبقاء في المنزل. وفي 30 نيسان / أبريل 2009، أجرى طفل عمره ثلاث سنوات اختبارا إيجابيا لانفلونزا الخنازير. وعاد الطفل من المكسيك إلى هولندا في 27 نيسان / أبريل 2009. واختبر الوالدان سلبيا لانفلونزا الخنازير. كانت الفتاة مريضة جدا في البداية وفقا لوالديها، لكنها حققت انتعاشا كاملا. [137] وفي 7 أيار / مايو، تم الإعلان عن حالة ثانية وبعد يوم واحد عن حالة ثالثة من انفلونزا الخنازير في هولندا، فيما يتعلق امرأة تبلغ من العمر 53 عاما ورجل يبلغ من العمر 52 عاما، على التوالي. وقد عاد كلاهما من المكسيك مؤخرا ويعالجان مع تاميفلو. المرأة حققت انتعاشا كاملا، الرجل على ما يرام. لا توجد اتصالات بين كل من الحالات الثلاث. وتم الاتصال بالأشخاص الذين كانوا يجلسون بالقرب من المصابين في الطائرة ويعالجون مع تاميفلو كإجراء احترازي. وفي 3 تموز / يوليه، كانت هناك 134 حالة مؤكدة في هولندا. وارتفع العدد إلى 273 في 24 تموز / يوليه وإلى 517 في 31 تموز / يوليه. في 4 أغسطس توفي الشخص الأول (بعد أن كان مريضا بالفعل)، وارتفع عدد المصابين إلى 912 في 7 أغسطس. 20٪ فقط من المرضى قد تعاقدت الإنفلونزا داخل هولندا. كثير من المرضى هم الأشخاص الذين أصيبوا بالمرض أثناء أو بعد العطلات في بلدان مثل إسبانيا واليونان والمملكة المتحدة. وفي 6 تشرين الثاني / نوفمبر، أبلغ المعهد الوطني الهولندي للصحة العامة والبيئة عن وقوع 5 حالات وفاة أخرى (وبذلك يصل مجموع حالات الوفاة إلى 17 حالة)، وأن هناك وباء، مما يعني أن أكثر من 51 لكل 000 100 من السكان تعاقدت الإنفلونزا، 2 أسابيع على التوالي. وفي 4 كانون الأول / ديسمبر، ارتفع عدد الوفيات إلى 42. وفي 4 كانون الثاني / يناير 2011، تأكد أن طفلين آخرين توفيا بسبب انفلونزا الخنازير. واحد منهم سيكون فتاة تبلغ من العمر 4 سنوات. عاش كلاهما في منطقة نيميغن، جيلدرلاند. توفيوا في 20 و 27 ديسمبر 2010. لن تكون هناك صلة بين الوفيات.

## النرويج

تطور المرض في النرويج:
500+ حالة
50+ حالة
5+ حالة
1+ حالة

ويقوم المعهد النرويجي للصحة العامة بتحديث صفحته الرئيسية بمعلومات عن تفشي انفلونزا الخنازير في النرويج كل يوم في الساعة 10:00 صباحا.
وفي 9 أيار / مايو، تأكد أن اثنين من الطلاب النرويجيين من أوسلو وتليمارك أصيبوا بإنفلونزا الخنازير بعد عودتهم من الدراسة في المكسيك. ولم يصب أي منهم بمرض خطير، وهم يتعافون بسرعة. ويشتبه في إصابة أحد أفراد أسرته بالعدوى أيضا. أحدهم (الرجل البالغ من العمر 20 عاما من أوسلو) قد تم تأكيده تماما. هذه هي أول حالتين من أنفلونزا الخنازير في النرويج. وبحلول نهاية أيار / مايو، كان هناك ما مجموعه 7 مصابين في النرويج.
وفي 4 حزيران / يونيه، تأكدت امرأة نرويجية من فيست - أجدر كانت مؤخرا إلى الولايات المتحدة مع أنفلونزا الخنازير. وتتعافى المرأة المصابة جيدا. هذه هي الحالة التاسعة المؤكدة من أنفلونزا الخنازير. وبحلول نهاية يونيو، ارتفع العدد الإجمالي للمصابين بالأنفلونزا A H1N1 إلى 33.
وحتى 20 تموز / يوليه، أبلغ المعهد النرويجي للصحة العامة ما مجموعه 133 مصابا. و 115 مصابا بالخارج و 18 في النرويج. وصلت الأنفلونزا A H1N1 الآن من 16 إلى 19 من المقاطعات. معظم الحالات وجدت في أوسلو 60 حالة وفي سور ترونديلاغ 30 حالة. حتى الآن، لم يتم تسجيل انفلونزا الخنازير في فينمارك، نورد ترونديلاغ وفي هدمارك
اعتبارا من 24 يوليو 197 الحالات في 18 من أصل 19 من عدد المقاطعات. معظم الحالات وجدت في أوسلو 60 حالة، وفي سور ترونديلاغ 36 حالة. وحتى الآن لم يتم تسجيل انفلونزا الخنازير في هدمارك.
وحتى 19 نوفمبر / تشرين الثاني تم الإبلاغ عن وفيات في النرويج.
وفي 22 تشرين الأول / أكتوبر، أكدت السلطات أن أكثر من 000 100 شخص في النرويج أصيبوا بانفلونزا الخنازير. وقتل 14 شخصا في 29 تشرين الأول / أكتوبر.

## بولندا

تطور المرض في بولندا:
الوفيات المؤكدة
الحالات المؤكدة

تحتفظ المفتشية الصحية البولندية على صفحة الويب الخاصة بها تقارير عن حالة الوباء في بولندا والتي تتضمن تحديثات أسبوعية عن تفشي الأنفلونزا A / H1N1. واعتبارا من 4 تشرين الثاني / نوفمبر، أكدت 187 حالة، ولكن لم تكن هناك حالات وفاة.
وأصدرت وزارة الخارجية البولندية بيانا في 25 نيسان / أبريل أوصت فيه بأن يتجنب المواطنون السفر إلى المناطق المتضررة حتى يتم احتواء الفاشية تماما.
وفي 13 تشرين الثاني / نوفمبر، توفي رجل يبلغ من العمر 37 عاما في غدانسك. وكانت أول وفاة للمريض مع A / H1N1 في بولندا.
وحتى 9 كانون الأول / ديسمبر، كانت هناك 525 1 حالة و 67 حالة وفاة. يمكن التقليل من عدد المرضى الذين يعانون من A / H1N1 لأنه يظهر فقط الحالات المؤكدة المختبر.
بين مايو / أيار 2009 وأيار / مايو 2010، كانت هناك 798 2 حالة من الأنفلونزا A1 (H1N1) المؤكدة مختبريا أسفرت عن 181 حالة وفاة مسجلة في بولندا.

## البرتغال

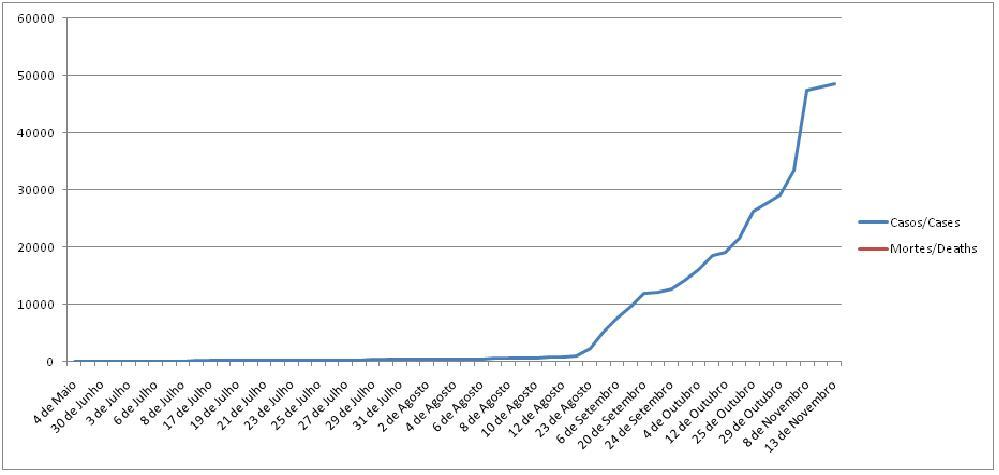
رسم بياني للحالات والوفيات في البرتغال

وحتى 4 أيار / مايو، كانت هناك حالة مؤكدة واحدة في لشبونة بالبرتغال، ولكنها لم تمثل أي قلق لأن خطر انتقال العدوى لم يعد موجودا في ذلك الوقت.

تطور المرض في البرتغال:
الوفيات المؤكدة
الحالات المؤكدة

وفي 1 حزيران / يونيه، أكدت آنا خورخي، وزيرة الصحة البرتغالية، الحالة الثانية في البرتغال، وهي امرأة تبلغ من العمر 33 عاما سافرت من الولايات المتحدة، وهبطت لأول مرة في فرانكفورت بألمانيا. تم الإبلاغ عن الحالة في مستشفى ساو جواو، أوبورتو. وفي 30 حزيران / يونيه، أعلن عن خمس حالات جديدة في البرتغال رفعت العدد الإجمالي للحالات إلى 18 حالة.
وحتى 2 تموز / يوليه، كانت هناك 27 حالة مؤكدة في البرتغال.
وفي 3 تموز / يوليه، أبلغ عن 6 حالات أخرى، ما مجموعه 33 حالة. واعتبارا من 4 تموز / يوليه، تم تأكيد 5 حالات أخرى، اثنان منها من الإرسال الداخلي (واحد في جزر الأزور والآخر في لشبونة).
وفي 6 تموز / يوليه، تأكدت 48 حالة في البرتغال.
وحتى 7 تموز / يوليه، تأكدت إصابة 12 شخصا آخر، مما أسفر عن 57 حالة في البلد. في هذا اليوم، تم إغلاق المدرسة الأولى للوقاية، في لشبونة، وكذلك رياض الأطفال في جزر الأزور.
وفي 8 تموز / يوليه، تأكدت 4 حالات أخرى، منها الحالة الأولى في مقاطعة براغا، مما يجعل مجموع الحالات 61.
وحتى 14 يوليو / تموز، بلغ عدد الحالات المؤكدة في البرتغال 96 حالة. وفي هذا اليوم، أعلن أيضا أن مستشفى فارو سينضم، في 15 يوليو، مجموعة من المستشفيات في البلاد قادرة على استقبال المرضى المصابين بفيروس انفلونزا A / H1N1.
ويقول مسؤولون حكوميون إن أسوأ السيناريوهات في البرتغال هي 25٪ إصابة بمعدلات وفيات بلغت 0.1٪ وبلغ مجموع الإصابات في البرتغال 8700.
وحتى 23 أغسطس، كان هناك 2244 شخصا مصابين بالأنفلونزا في البرتغال.
البرتغال لديها ثاني أعلى التعادل من الالتهابات في أوروبا. 20,9 حالة لكل 100,000 شخص.
وفي 13 أيلول / سبتمبر 2009، تأكدت البرتغال رسميا من 9618 حالة.
في المجموع، اعتبارا من 24 سبتمبر، كانت هناك 12709 حالات مؤكدة في البرتغال وتم تأكيد أول وفاة في نفس اليوم.
وحتى 4 كانون الأول / ديسمبر، كانت هناك 677 121 حالة مؤكدة و 24 حالة وفاة.

## رومانيا

تطور المرض في رومانيا:
الوفيات المؤكدة
الحالات المؤكدة
الحالات المشتبه فيها
لم يتم الإبلاغ عن حالات

في سامباتيني، كانت مقاطعة أراد في رومانيا، طفل يبلغ من العمر ستة أشهر ووالدته التي عادت مؤخرا من رحلة إلى البرتغال وإسبانيا يشتبه في أنها تمت اصابتهم بالإنفلونزا A (H1N1). وعادت الاختبارات سلبية.
وفي يوم الأربعاء الموافق 27 مايو / أيار، أكدت امرأة عائدة من أمريكا مع انفلونزا الخنازير في بوخارست.
اعتبارا من 11 أغسطس، كان هناك 227 حالة مؤكدة في 22 من أصل 41 مقاطعة من رومانيا.
وبحلول منتصف أيلول / سبتمبر ارتفع عدد الحالات في رومانيا إلى 296 حالة.
واعتبارا من تشرين الثاني / نوفمبر، كان عدد الحالات في عام 2009 555 حالة.
واعتبارا من تشرين الثاني / نوفمبر، كان عدد الحالات في عام 2009 هو 1001 حالة. لا وفيات.
واعتبارا من تشرين الثاني / نوفمبر، 19th 2009 كان عدد الحالات 1.654 لا وفيات.
أول حالة وفاة مؤكدة جاءت في نوفمبر، 23.
واعتبارا من ديسمبر / كانون الأول 2009، كان عدد الحالات 660 3 حالة و 8 حالات وفاة.
اعتبارا من ديسمبر، كان عدد الحالات في عام 2009 هو 3,793 و 10 حالات وفاة.
واعتبارا من كانون الأول / ديسمبر 2009، بلغ عدد الحالات 842 3 حالة و 12 حالة وفاة. قررت السلطات الصحية تعليق الدروس لمدة 7 أيام، بدءا من يوم الاثنين، 7 ديسمبر إبرة، هذه الوحدات التعليمية: مدرسة ثانوية «سابين دراغوي»، ديفا. مدرسة ثانوية «ميكو»، سفانتو غورغي ومدرسة المجموعة «أفرام إانكو»، تارجو موريس.
اعتبارا من ديسمبر 7، 2009 كان عدد الحالات 881 3 و 12 حالة وفاة.
وحتى 8 كانون الأول / ديسمبر 2009، بلغ عدد الحالات 3998 حالة وفاة و 14 حالة وفاة.
وحتى 9 كانون الأول / ديسمبر 2009، بلغ عدد الحالات 114 4 حالة و 14 حالة وفاة.
اعتبارا من ديسمبر، 15th 2009 كان عدد الحالات 4,885 و 27 حالة وفاة.
وحتى 24 كانون الأول / ديسمبر 2009، بلغ عدد الحالات 421 5 حالة و 42 حالة وفاة. واعتبارا من ديسمبر 29، 2009 كان عدد الحالات 5568 و 52 حالة وفاة.
في 5 يناير 2010، توفي الممثل توني تيكوسيانو من كرونيكا كاركوتاسيلور صباح حوالي الساعة 3.00، مستشفى «ماتي Balş» في بوخارست، بعد مضاعفات الرئة بعد التعاقد مع الفيروس A / H1N1. د. وزير الدولة للصحة، الممثل الذي يبلغ من العمر 37 عاما ويعاني من البدانة.
واعتبارا من يناير، كان عدد الحالات 6061 و 82 حالة وفاة.
واعتبارا من يناير / كانون الثاني 25، 2010 كان عدد الحالات 6873 و 111 حالة وفاة.
اعتبارا من فبراير، 9th 2010 كان عدد الحالات 6,982 و 120 حالة وفاة.
اعتبارا من فبراير، 26th 2010 كان عدد الحالات 7,003 و 122 حالة وفاة.
اعتبارا من أبريل، 9th 2010 كان عدد الحالات 7,008 و 122 حالة وفاة.

## روسيا

تطور المرض في روسيا:
الوفيات المؤكدة
الحالات المؤكدة

حظرت روسيا استيراد لحوم الخنزير من غواتيمالا وهندوراس وجمهورية الدومينيكان وكولومبيا وكوستاريكا وكوبا ونيكاراغوا وبنما والسلفادور و 9 من الولايات المتحدة (ألاباما وأريزونا وأركنساس وجورجيا وكانساس ولويزيانا ونيو مكسيكو وأوكلاهوما وفلوريدا) وجميع أنواع اللحوم ومنتجات اللحوم من المكسيك و 5 الولايات المتحدة (كاليفورنيا وتكساس وكنساس ونيويورك وأوهايو).
وقد كلف الرئيس المحافظين الاقليميين باتخاذ خطوات عاجلة لمنع انتشار انفلونزا الخنازير إلى روسيا. كما أصدر ديمتري ميدفيديف تعليمات إلى مبعوثي المفوضين الرئاسيين في المقاطعات الاتحادية للإشراف شخصيا على التدابير الوقائية لضمان عدم انتشار المرض في روسيا، وتنص على تقارير شهرية عن الوضع.
وفي 1 أيار / مايو أكد المسؤولون أن امرأتين جاءتا من رحلة في الولايات المتحدة يشتبه في إصابتهما بإنفلونزا الخنازير. حاليا كلاهما في المستشفى لمزيد من العلاج.

## صربيا

تطور المرض في صربيا:
الوفيات المؤكدة
الحالات المؤكدة

طلب سائح يبلغ من العمر 71 عاما من ولاية تكساس أن يتم فحصه لانفلونزا الخنازير في مستشفى المقاطعة في نوفي ساد في صربيا في 30 أبريل. وكانت النتائج سلبية.
وأعلنت أول حالة مؤكدة في صربيا في 24 حزيران / يونيه. يذكر ان الشخص المصاب هو مواطن يبلغ من العمر 29 عاما من الجبل الاسود يعيش في بلغراد وعاد من رحلة إلى الارجنتين قبل يومين. عندما سافر عبر كرواتيا وألمانيا مع أشخاص آخرين، وضعوا في الحجر الصحي شبه. وتم تأكيد الحالة الثانية في 25 حزيران / يونيه. أما الشخص المصاب فهو مواطنة أسترالية تبلغ من العمر 4 أعوام كانت تزور سومبور. كانت على اتصال مع 13 شخصا يتم رصد حالتهم الصحية. وفي 26 حزيران / يونيه، تأكدت ثلاث حالات أخرى، منها حالتان مستقلتان، بينما أصيب مريض واحد من جراء الاتصال بالمريض الذي تم تشخيصه سابقا. في المجموع تم وضع 44 شخصا تحت مراقبة الحجر الصحي. وفي 28 حزيران / يونيه، تأكدت 6 حالات أخرى - ثلاثة من مواطني كندا وأم وابنتيها البالغة من العمر سنتين و 5 سنوات، وكان اثنان من السياح العائدين من أستراليا ومصر، وواحد مصاب بالعدوى من الاتصال بالمريض الأول في حالة الإنفلونزا صربيا. تم تأكيد أربع حالات أخرى في 1 يوليو، واحد من المرضى هو مواطن أمريكي يبلغ من العمر 73 عاما، في حين وصل مريضان من الخارج، من أستراليا والولايات المتحدة الأمريكية. في 2 يوليو، تم تشخيص رياضي أسترالي مصاب بانفلونزا. في 6 يوليو، ارتفع العدد الإجمالي للمرضى المصابين إلى 26 مع اثنين من الحالات الأخرى بين الرياضيين يونيفرسياد، واحد من أوغندا وواحد من الأرجنتين. وفي 7 تموز / يوليه، تأكدت أربع حالات أخرى بمجموع 30 حالة في صربيا. وفي 8 تموز / يوليه، تأكدت أربع حالات أخرى بما مجموعه 34 حالة.
وأدت الأحداث الدولية التي عقدت في صربيا، والمنافسة الرياضية الصيفية في عام 2009، ومهرجان إكسيت للموسيقى، إلى زيادة مفاجئة في أكثر من 100 حالة من حالات الإنفلونزا في منتصف يوليو / تموز.
وفي 21 تشرين الأول / أكتوبر 2009، سجلت أول حالة وفاة تتعلق بفيروس H1N1 في صربيا. توفيت امرأة تبلغ من العمر 46 عاما في مستشفى كراغوجيفاتش.
وحتى 10 نوفمبر / تشرين الثاني، بلغ عدد المصابين 258 شخصا، و 7 حالات وفاة.
وفي 16 تشرين الثاني / نوفمبر، بلغ عدد الحالات المؤكدة رسميا 295 حالة، حيث توفي 11 شخصا نتيجة لإصابة انفلونزا الخنازير.

## سلوفينيا
وأكدت أول إصابة مؤكدة في 19 حزيران / يونيه؛ وهي أنثى طارت من نيويورك إلى البندقية ثم قادت بالسيارة إلى سلوفينيا. معهد الصحة العامة في جمهورية سلوفينيا أنشأت موقع على شبكة الإنترنت مع معلومات حول H1N1 الإنفلونزا التي يسببها. يتم تحديث حالة صفحة الويب هذه مرة واحدة في الأسبوع. اعتبارا من 28 يناير 2010، كان هناك 2091 شخصا اختبار إيجابي.

## إسبانيا

تطور المرض في إسبانيا:
الوفيات المؤكدة
الحالات المؤكدة

وفي 27 نيسان / أبريل، أعلنت وزارة الصحة والسياسة الاجتماعية الإسبانية أن رجلا في كاستيلا - لا مانتشا في إسبانيا الذي عاد مؤخرا من المكسيك قد أصيب بالمرض. وكان الرجل البالغ من العمر 23 عاما قد عاد من المكسيك في 22 نيسان / أبريل، وتم عزله من الحجر الصحي يوم 25 نيسان / أبريل. كانت هذه أول حالة مؤكدة في أوروبا.
وتراقب الحكومة الإسبانية أيضا 35 حالة أخرى من حالات إنفلونزا الخنازير الممكنة في إقليم الباسك وكاتالونيا وجزر البليار والأندلس ومورسيا ومدريد ومجموعة بلنسية.
أينا الشركة الإسبانية المملوكة للدولة التي تدير جميع المطارات الإسبانية ومراقبة الحركة الجوية وضعت بروتوكول للرحلات القادمة من وإلى إسبانيا من المناطق المتضررة. ثلاثة مرضى عادوا من المكسيك كانوا تحت المراقبة في مناطق متعددة من إسبانيا.

## السويد

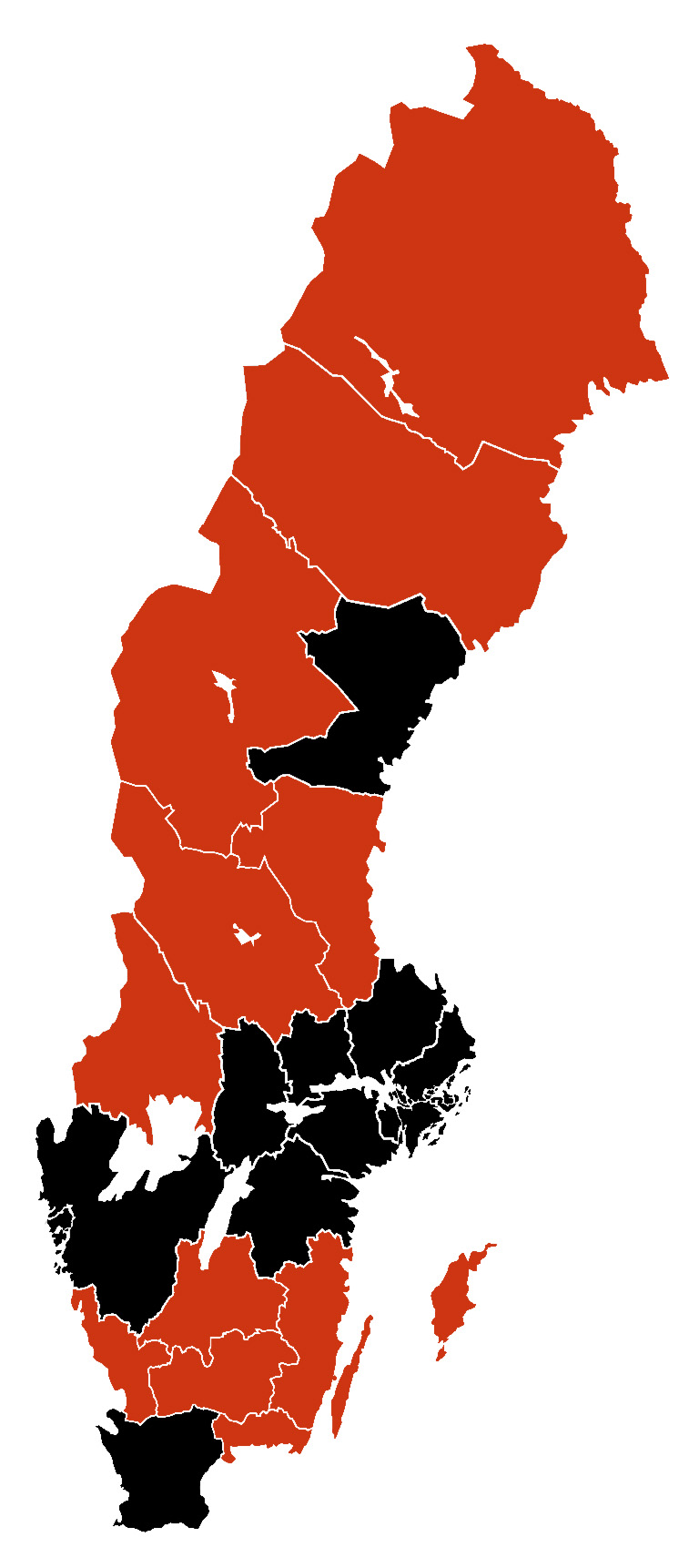
تطور المرض في السويد
الوفيات المؤكدة
الحالات المؤكدة

في 28 أبريل، تم اختبار ما لا يقل عن ثمانية عشر شخصا سويديا لانفلونزا الخنازير بعد عودتهم من الرحلات في المكسيك والولايات المتحدة الأمريكية، ولكن النتائج كانت سلبية. وفي 29 أبريل / نيسان، تم اختبار شخصين، عادا مؤخرا من المكسيك مع أعراض مشابهة للإنفلونزا.
واعتبارا من 6 أيار / مايو، يؤكد المعهد السويدي لمكافحة الأمراض المعدية حالة واحدة من الأنفلونزا ألف (H1N1). وقد تم الإبلاغ عن 186 نتائج الاختبار السلبية. ولا تزال هناك حالات مشتبه فيها لا يزال يتعين تحليلها.
ووصل عدد الحالات المؤكدة إلى 2 حالة في السويد، حيث أبلغ عن 435 حالة سالبة حتى 15 أيار / مايو.
وتم تأكيد حالة ثالثة يوم الجمعة 15 مايو / أيار، وأفادت في يوم السبت التالي، حيث تعافى المريض، وهي امرأة في الستينيات من عمرها. في جميع الحالات الثلاث تم التعاقد مع الأنفلونزا في الولايات المتحدة الأمريكية.
تم تأكيد حالة رابعة في 28 مايو، تم التعاقد مع الأنفلونزا في الولايات المتحدة الأمريكية.
وحتى 19 يوليو / تموز تم تأكيد 274 حالة. وفي 20 تموز / يوليه، ارتفع العدد إلى 322 حالة مؤكدة وإلى 340 حالة في 21 تموز / يوليه. تم الإبلاغ عن 362 حالة في 22 تموز / يوليه 390 في 23 تموز / يوليه و 408 حالة حتى 24 تموز / يوليه.
وأبلغت ثلاث مناطق عن أكثر من 20 حالة؛ مقاطعة ستوكهولم مع 144، سكون بلد مع 78 وفاسترا غوتالاند مع 71.
تم التعاقد مع 42 حالة من أصل 408 حالة محليا.
رجل يبلغ من العمر 22 عاما في نورشوبينغ يدخل المستشفى مع حالة مهددة للحياة، مما يتطلب الأوكسجين خارج الجسم غشاء.
في أغسطس / آب، كان رجل يبلغ من العمر 37 عاما في أوبسالا أول من يموت بسبب إنفلونزا H1N1 في السويد. وكانت الحالة الثانية في أيلول / سبتمبر، وهو رجل يبلغ من العمر 55 عاما في فاستروس. وفي 31 أكتوبر / تشرين الأول، توفي صبي يبلغ من العمر ثلاث سنوات في أحد المستشفيات بعد أن رفض العلاج لأول مرة على الرغم من أنه تعرض لعدة أعراض واضحة.

## سويسرا

تطور المرض في سويسرا:
الحالات المؤكدة
الحالات المشتبه فيها

وتم تأكيد أول حالة مشبوهة في سويسرا رسميا في 27 نيسان / أبريل. وأبلغ شاب عائد من العطلة في المكسيك طبيب العائلة عن الحمى والأعراض الشبيهة بالأنفلونزا. ووضع على الفور تحت الحجر الصحى في المستشفى. 8 أشخاص آخرين تحت المراقبة. وقد انفجرت حاوية لعينات من فيروس انفلونزا الخنازير غير النشطة في الثلج الجاف على قطار سويسري، مما أدى إلى إصابة شخص واحد ولكنه لم يشكل أي مخاطر أخرى على البشر.
أكدت سويسرا أول حالة انفلونزا الخنازير في طالب يبلغ من العمر 19 عاما عاد من المكسيك في 30 أبريل. وقال مستشفى الولاية في بادن في بيان ان المركز الوطني للأنفلونزا في جنيف أكد هذا المرض بعد وقت قصير من إطلاق سراح الطالب عن طريق الخطأ من المستشفى في اليوم السابق.
أكدت سويسرا حالتها الثانية لانفلونزا الخنازير في شابة من 24. كانت عائدة من رحلة إلى المكسيك والولايات المتحدة الأمريكية. وهي الآن في مستشفى برن.
وفي 24 أيار / مايو، أعلنت حالة ثالثة من انفلونزا الخنازير في امرأة عادت من واشنطن وهي مقيمة في بازل.
وحتى 26 حزيران / يونيه، كانت هناك 49 حالة مؤكدة في عشرة كانتونات، وكانت خمس حالات تنتقل عن طريق المجتمع المحلي.
وحتى 19 تشرين الثاني / نوفمبر، أبلغ عن وفاة ثلاثة أشخاص من إنفلونزا الخنازير، وطفل رضيع، وامرأتين، وجميعهم مصابون بمشاكل صحية قائمة أصلا من أصل آخر.

## تركيا

تطور المرض في تركيا:
الوفيات المؤكدة
الحالات المؤكدة
الحالات المشتبه فيها
لم يتم الإبلاغ عن حالات

## المملكة المتحدة وتبعيات التاج البريطانى
|  |  |  |

نموذج وكالة حماية الصحة 

حالات انفلونزا الخنازير في المملكة المتحدة 2009 في الأسبوع.نموذج وكالة حماية الصحة

وقد تم تحليل عينات من الحالات المشتبه فيها في المملكة المتحدة من قبل المعهد الوطني للبحوث الطبية في لندن، والذي يدرس أيضا عينات من سلالة الولايات المتحدة من المرض.
وفي 25 أبريل / نيسان 2009، تم نقل أحد أفراد طاقم الطائرة البريطانية إلى مستشفى نورثويك بارك في هارو وتم عزله بعد إصابته بأعراض شبيهة بالإنفلونزا على متن رحلة من مدينة مكسيكو، على الرغم من أنه لم يعثر عليه لاحقا في أنفلونزا الخنازير.
وتم تأكيد الحالات الأولى في 27 نيسان / أبريل لدى المسافرين العائدين من المكسيك.
في 1 مايو تم تأكيد أول شخص من المملكة المتحدة إلى شخص انتقال. غرايم باسيتي يبلغ من العمر 24 عاما من فالكيرك، التقط الفيروس بعد الاتصال مع أول الحالات في المملكة المتحدة.
وأفادت التقارير في 26 أيار / مايو أن رجلا تأكد من إصابته بإنفلونزا الخنازير كان مريضا للغاية.
وفي 28 أيار / مايو، تم عزل موظفي مبنى وزارة الداخلية في شيفيلد، خشية أن يكون أحدهم قد أصيب بإنفلونزا الخنازير في رحلة قام بها مؤخرا إلى كندا. في الواقع، ثلاثة أشخاص قد قبض عليه، الشخص الذي كان إلى كندا، واحد من شخص الذي كان قد أقام مؤخرا في أكابولكو، المكسيك، وواحد من شخص كان قد بقى مؤخرا في لندن.
وفي 6 حزيران / يونيه، بلغ مجموع حالات الإصابة بإنفلونزا الخنازير 508 حالات، مع وجود 3 أشخاص في العناية المركزة في المستشفى. في 7 يونيو، بلغ مجموع حالات انفلونزا الخنازير 541 حالة مع 3 أشخاص في العناية المركزة.
اعتبارا من 11 يونيو 2009، تم تأكيد 822 حالة من انفلونزا الخنازير سريريا.
في 13 يونيو، بلغ مجموع حالات انفلونزا الخنازير 1,122 مع 4 أشخاص في العناية المركزة في المستشفى. في اليوم التالي، تم الإبلاغ عن أول وفاة من انفلونزا الخنازير في المملكة المتحدة من اسكتلندا، مما يجعل أول وفاة من أوروبا.
وبحلول 9 يوليو / تموز، كان هناك أكثر من 9,718 حالة من حالات إنفلونزا الخنازير، وارتفع معدل الحالات بشكل متزايد.
وبحلول 16 يوليو، تم تأكيد أكثر من 10000 حالة من انفلونزا الخنازير، حيث اقترحت الحكومة البريطانية احتمال حدوث 55000 حالة جديدة في الأسبوع الذي سبقه إلى 16 حالة. وتم تأكيد 29 حالة وفاة، على الرغم من أن غالبية هذه الحالات كانت «قضايا صحية أساسية». (26 في إنجلترا و 3 في اسكتلندا)

### جبل طارق
أبلغ جبل طارق عن أول حالة مؤكدة من انفلونزا الخنازير في 24 تموز / يوليه.